# Billete de mil sucres
El billete de mil sucres, fue una denominación en papel moneda del cono monetario ecuatoriano. En el anverso aparece la esfinge del general Inca Rumiñahui. En el reverso esta el escudo de armas ecuatoriano. Los billetes de ese valor eran conocido coloquialmente como "luca". El billete fue emitido en 1976 por el Banco Central del Ecuador e impreso por la casa Thomas De La Rue & Company Limited, estuvo en circulación hasta el 9 de enero de 2000, año en que Ecuador cambio de divisa.

## Historia
En la década de los 40 salieron los primeros billetes de mil sucres, fue la denominación más alta hasta 1989 cuando debido a la devaluación se imprimió el billete de 5 000 sucres. Los primeros billetes de mil sucres con el diseño de Rumiñahui fueron impresos en mayo de 1976, presentó detalles como el óvalo blanco en la parte izquierda del anverso, en el que se imprimió en tinta dorada el “sol de la Tolita” símbolo del Banco Central, visible solamente con luz ultravioleta, aunque el papel moneda es multicolor, el color predominante es el verde. 
La técnica con la que se imprimía el billete de mil sucres, correspondía al uso de una lámina de metal fabricada en  acero que es grabada en altos y bajo relieves a partir de la cual se gravan las imágenes y detalles en los billetes; posteriormente utilizando distintas tintas especiales para su fijación y la obtención de texturas.
En cuanto al diseño del billete de mil sucres de 1978 se trata de una adaptación al grabado del busto de Rumiñahui que se encuentra en la Plaza Indoamérica a las afueras de la Universidad Central del Ecuador. El billete de mil sucres fue el único en la notafilia ecuatoriana emitida por el Banco Central del Ecuador que lleva como imagen principal a una figura histórica indígena.